# Jan Foudraine
Jan Foudraine (Amsterdam, 25 febbraio 1929 – 27 febbraio 2016) è stato uno psichiatra olandese.
Foudraine può essere considerato come uno dei primissimi precursori del movimento dell’antipsichiatria.

## Biografia
Dopo aver studiato medicina per sette anni, e dopo aver conseguito la specializzazione in psichiatria – durata invece cinque anni –, lasciò i Paesi Bassi per poter lavorare presso il reparto psichiatrico di Chestnut Lodge (situato a Rockville, negli Stati Uniti), dove ebbe la possibilità di applicare i suoi metodi e i suoi principî in controtendenza con la psichiatria ufficiale. Nel 1965, si ritrovò a capo del centro psicoterapeutico dello Stichitng Veluweland, presso Ederveen, dove rimase per circa due anni e mezzo. Acquisì la fama nel 1971 con la pubblicazione dell’opera Wie is van hout (tradotto in lingua italiana con il titolo Chi è di legno nel 1975 per i tipi della Mondadori).
Dopo aver vissuto diversi anni in India, e dopo aver acquisito – inoltre – lo pseudonimo «Swami Deva Amrito», fece ritorno in patria, dove morì nel 2016.

## Dottrina
Nella sua opera principale (scilicet, Chi è di legno), l’autore sostiene la tesi secondo la quale non esista una differenza netta, chiara e distinta tra coloro che sono considerati ‘sani’ da un punto di vista psichico e coloro che sono invece considerati ‘malati’. Esiste solo una differenza qualitativa. Lo dimostra nella sua opera maggiore in cui descrive la sua esperienza presso il reparto di Chestnut Lodge (situato a Rockville, negli Stati Uniti), presso il quale – assegnando maggiori responsabilità alle degenti –, dimostra come sia possibile far sì che le pazienti possano riacquisire una forte autonomia, e possano riafferrare nuovamente le redini della propria esistenza.
Espresse sempre una profonda diffidenza nei confronti della lobotomia, dell’insulinoterapia, dell’elettroshock e di altri trattamenti sanitarî di questo genere, considerati disumani, crudeli e dannosi; al contempo, propose un cambiamento di paradigma della psichiatria, auspicando che quest’ultima abbandonasse il suo modello biologistico, e abbracciasse un approccio più umano nei confronti di coloro che soffrono da un punto di vista psichico.
Ritenne, inoltre, che la psichiatria dovesse scindersi in maniera netta e decisa dalla scienza medica, e che – come logica conseguenza –, dovesse ‘divorziare’ in maniera inequivocabile anche dalla neurologia.
Riteneva che coloro che soffrono da un punto di vista psichico, non debbano essere considerati necessariamente delle ‘zavorre’ per la società, bensì delle persone che possano anch’esse contribuire al miglioramento della stessa, nonché insegnare il vero significato della ‘condizione umana’.

## Opere
Wie is van hout (1971) [traduzione italiana di Silvia Stefani: Chi è di legno, Milano, Mondadori, 1975]